# Sincretisme (lingüística)
En lingüística, el sincretisme és la identitat de forma de diferents formes morfològiques d'una paraula.
Per exemple, en català, les formes acusativa i dativa dels pronoms "em" i "et" són idèntiques, mentre que "el/li" o "la/li" tenen formes diferents depenent de la funció gramatical del pronom. En llatí, el nominatiu i el vocatiu de la tercera declinació tenen la mateixa forma (e.g. rēx "rei" és alhora el nominatiu i el vocatiu singulars). De manera similar, en alemany, l'infinitiu, la primera persona del plural en present, i la tercera persona del plural present de gairebé tots els verbs tenen una forma idèntica (ex. nehmen "prendre", wir nehmen "prenem", sie nehmen "prenen").
El sincretisme pot sorgir a partir de canvis o bé fonològics o bé morfològics. En cas de canvi fonològics, terminacions que originalment eren diferents acabaren pronunciant-se igual, de manera que es perd la diferència. Així, en el cas de l'alemany, l'infinitiu nehmen deriva de l'alt alemany antic neman, la primera persona del plural nehmen deriva de nemēm, i la tercera persona del plural nehmen deriva de nemant. En cas de canvi morfològic, simplement passa que una forma deixa de ser utilitzada i és substituïda per l'altra: és el cas de l'exemple llatí, on el nominatiu simplement desplaçà el vocatiu a la tercera declinació.